# Signal, une aventure dans l'espace
Pour plus de détails, voir Fiche technique et Distribution.
Signal, une aventure dans l'espace (Signale – Ein Weltraumabenteuer) est un film de science-fiction germano-polonais écrit et réalisé par Gottfried Kolditz, sorti en 1970. Il s'agit d'une adaptation cinématographique du roman Asteroidenjaeger de Carlos Rasch (1961). Ce film n'a jamais été distribué en France, mais a fait l’objet d’une diffusion télévisée.

## Synopsis
Au XXIe siècle, le vaisseau spatial Ikarios, dont l'équipage est cosmopolite et multiculturel, mesure le vide intergalactique. Les ordinateurs interceptent soudain un étrange signal extraterrestre : c'est une pluie d'astéroïdes s'abattant sur l'Ikarios, ce qui prive ce dernier de toute communication avec la Terre.
Les scientifiques s'inquiètent de leur silence : les membres de l'Ikarios sont-ils morts ?

## Fiche technique
- Titre original : Signale – Ein Weltraumabenteuer
- Titre international : Signals: A Space Adventure
- Titre français : Signal, une aventure dans l'espace
- Titre polonais : Sygnały MMXX
- Réalisation : Gottfried Kolditz
- Scénario : Gottfried Kolditz et Claus-Ulrich Wiesner, d'après le roman Asteroidenjaeger de Carlos Rasch
- Musique : Karl-Ernst Sasse
- Décors : Roman Wołyniec
- Costumes : Günter Schmidt et Marianne Schmidt
- Photographie : Otto Hanisch
- Montage : Helga Gentz
- Productions : Hildebrandt Dorothée et Marceli Nowak
- Sociétés de production : Deutsche Film AG et PRF Zespol Filmowy
- Société de distribution : VEB Progress Film-Vertrieb
- Effets spéciaux : Stanislaw Dulz et Kurt Marks
- Pays d'origine :  Allemagne de l'Est /  Pologne
- Langue originale : allemand
- Format : couleur (Orwocolor) — 2.20 : 1 • 35 mm-70 mm — 70 mm 6-Track
- Genre : science-fiction
- Durée : 91 minutes
- Dates de sortie :
  - RDA : 17 décembre 1970
  - Pologne : 20 mai 1971

## Distribution
- Piotr Pawłowski : Veikko
- Evgueni Jarikov : Pawel
- Gojko Mitić : Terry
- Alfred Müller : Konrad
- Helmut Schreiber : Gaston
- Soheir Morshedy: Samira
- Irena Karel : Juana
- Karin Ugowski : Krystyna
- Iurie Darie : le capitaine

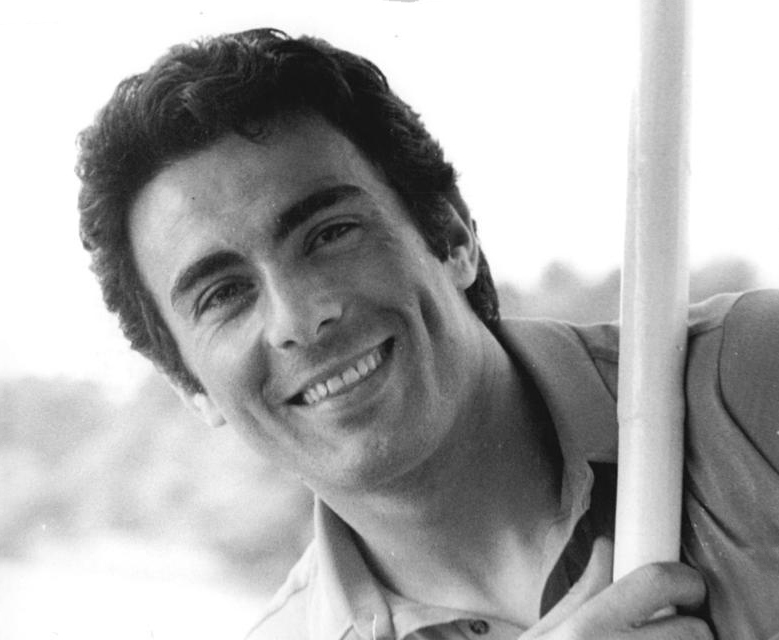
Gojko Mitić en 1969.

- Friedrich Richter : le chef d'équipe de secours
- Ewa Szykulska : Rosi, la secretaire

## Production

### Développement
Le réalisateur Gottfried Kolditz achète les droits d'adaptation du premier roman Asteroidenjäger (littéralement Les Chasseurs d'astéroïdes) du brésilien germanisé Carlos Rasch, publié en 1961. Le film se voulait une sorte de 2001, l'Odyssée de l'espace de Stanley Kubrick (1968).

### Tournage
Le tournage a lieu dans le studio Deutsche Film AG, associé avec la société polonaise PRF Zespol Filmowy pour pouvoir réaliser le film.

### Musique

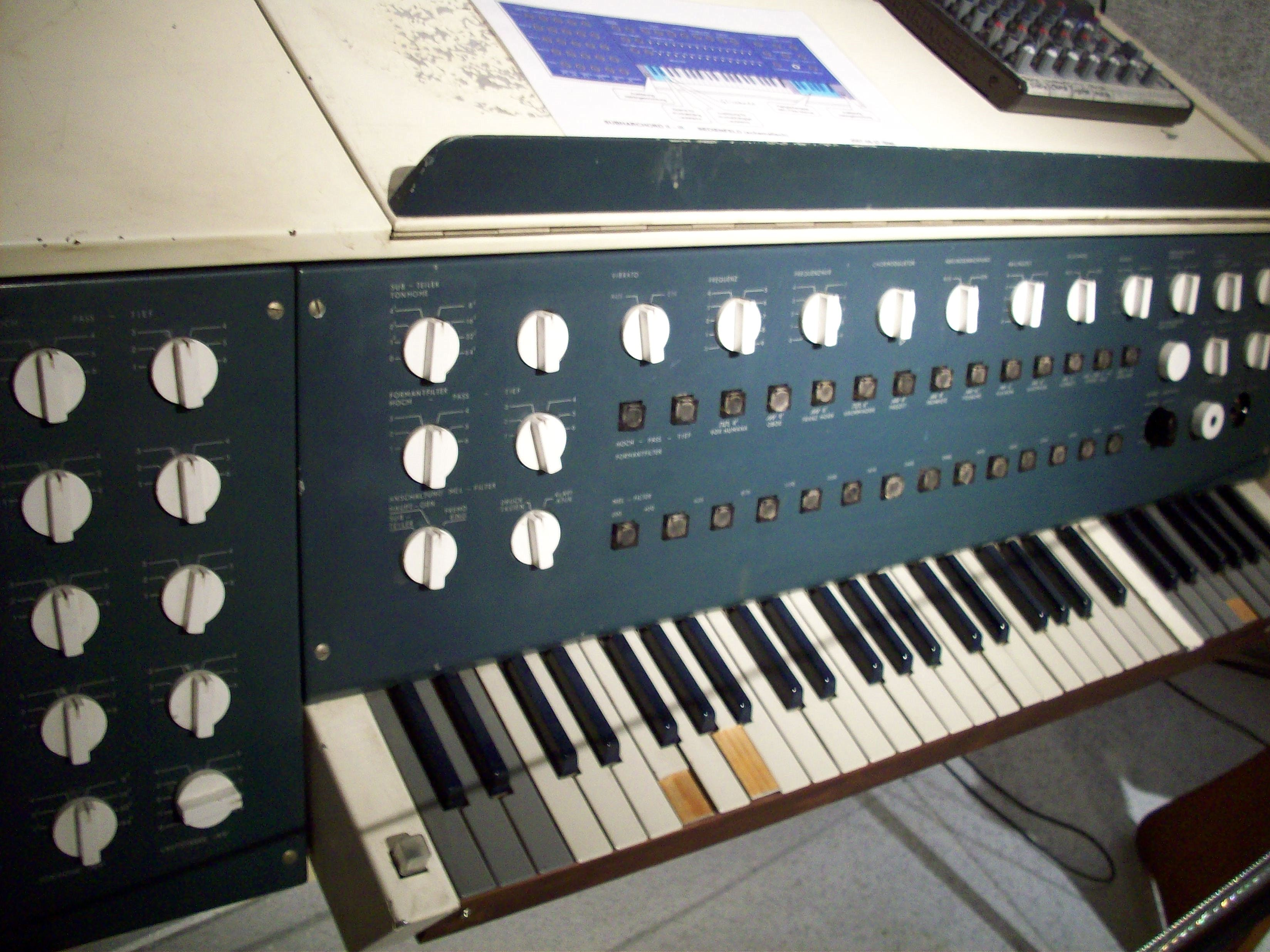
Le Subharchord II a été utilisé pour le besoin du film.

La musique de film est réalisée par l'un des compositeurs allemands les plus importants et les plus connus de la République démocratique allemande, Karl-Ernst Sasse (1923-2006), en utilisant les instruments de musique électronique, notamment le Subharchord (en). Avant de travailler sur la musique de ce film, le compositeur avait secrètement regardé 2001, l'Odyssée de l'espace sans prendre aucune conscience sur la musique classique de Richard Strauss, Johann Strauss fils, György Ligeti ou Aram Khatchaturian, mais sur les sons électroniques.
Bien que le film soit sorti en 1970, aucune bande originale de ce film n'a existé à l'exception d'une présence dans une compilation appelée Kosmos : Soundtracks of Eastern Germany's Adventures in Space sortie en novembre 2001, et laquelle réuni les musiques des films Der Schweigende Stern, Eolomea, Im Staub Der Sterne et, bien sûr, Signale - Ein Weltraumabenteuer.
| No | Titre                                        | Durée |
| -- | -------------------------------------------- | ----- |
| 1. | B-Alarm                                      | 1:37  |
| 2. | Die Erde Grüßt Euch Kosmonauten - Main Title | 2:14  |
| 3. | Wir Rufen Die Venus                          | 0:19  |
| 4. | Orbit Swing                                  | 2:02  |
| 5. | Juana & Terry                                | 0:57  |
| 6. | Finale                                       | 1:38  |
| 7. | Sounds And Dialogues                         | 5:15  |
| 8. | Kosmos-Marsch                                | 1:16  |

## Accueil

### Sorties internationales

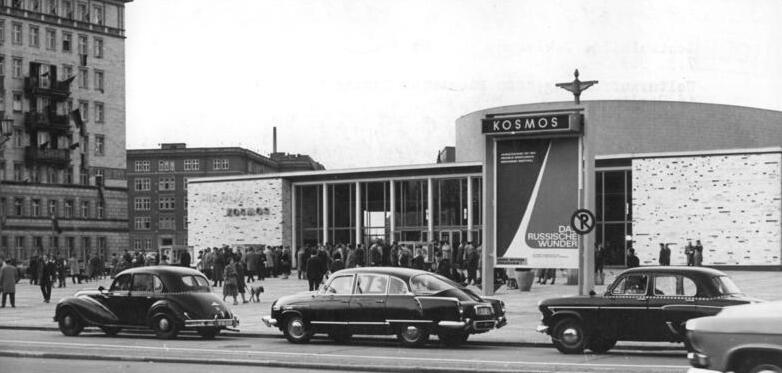
Le cinéma Kosmos.

Signal, une aventure dans l'espace sort d'abord le 6 décembre 1970 au grand écran de Kosmos dans la Karl-Marx Allee à Berlin, qui a été le plus grand cinéma de la RDA et utilisé jusqu'en 1989 comme une salle de cinéma de premier plan, où beaucoup de films du studio Deutsche Film AG avaient leur avant-première, avant qu'il ne sorte onze jours plus tard dans toute la République démocratique allemande.
Ce film fait partie l'un des plus importants de l'histoire du cinéma allemand, démontrant la possibilité technique, notamment sur les images des corps flottants en apesanteur dans l'espace.
Quant à la Pologne, il sort sous le titre Sygnały MMXX, le 20 mai 1971.

## Postérité
L'association du Festival international de science-fiction de Nantes choisit ce film sous le titre Signal: A Space Adventure pour parfaire le thème « L'Invasion vient de Marx ! » au besoin d'Utopiales 2006 à la Cité des congrès de Nantes.